# Андвари
Андвари в скандинавската митология е джудже, живеещо под водопад и притежава силата да се трансформира в риба, когато пожелае. Андвари има вълшебен пръстен – Андваринаут, който му помага да стане богат.
Използвайки мрежа, дадена му от Ран, Локи улавя джуджето като щука и го принуждава да си даде златото и Андваринаут. Андвари проклина откраднатото злато, което ще погуби всекиго, който го притежава. След смъртта на Брюнхилд и Сигурд, Гунар оставя златото в пещерата на Андвари. Години по-късно джуджето намира златото си в пещерата, но пръстенът е завинаги загубен.